# Euro et Hongrie
- États membres de la zone euro : 20 pays (Allemagne, Autriche, Belgique, Chypre, Croatie, Espagne, Estonie, Finlande, France, Grèce, Irlande, Italie, Lettonie, Lituanie, Luxembourg, Malte, Pays-Bas, Portugal, Slovaquie, Slovénie)
- Micro-États non membres de l'UE utilisant l'euro avec l'accord de l'UE : 4 pays (Andorre, Monaco, Saint-Marin et Vatican)
- États non membres de l'UE qui ont adopté l'euro unilatéralement : 2 pays (Kosovo et Monténégro)
- États membres de l'Union européenne (UE) qui ont rejoint le MCE II : 1 pays (Bulgarie)
- État membre de l'UE faisant partie du MCE II mais qui est exempté de l'obligation de rejoindre la zone euro (Danemark).
- États membres de l'UE qui ont l'obligation  de rejoindre la zone euro : 5 pays (Hongrie, Pologne, Roumanie, Suède et Tchéquie)

La monnaie de la Hongrie est actuellement le forint. Le traité d'Athènes adopté en 2003 prévoit que les nouveaux membres de l'Union européenne « doivent rejoindre l'union économique et monétaire à partir de la date d'adhésion », ce qui signifie que la Hongrie est obligée d'adopter l'euro.
Le gouvernement hongrois préparait le remplacement de sa monnaie par l’euro depuis 2003. Depuis 2012, entrée en fonction du gouvernement de Viktor Orbán, il n'y a plus de date prévue pour l'adoption de l'euro, ni pour l'entrée dans le mécanisme de taux de change européen. Ce gouvernement n’a pas pour objectif d’introduire la Hongrie dans la zone euro.

## Statut
Le traité de Maastricht prévoit initialement que tous les membres de l'Union européenne devront rejoindre la zone euro une fois les critères de convergence remplis. En 2024, la Hongrie ne satisfait aucun des cinq critères.
|                                                                     | Critères de convergence | Critères de convergence | Critères de convergence | Critères de convergence | Critères de convergence     |
|                                                                     | Inflation               | Finances publiques      | Finances publiques      | Membre du MCE II        | Taux d'intérêt à long terme |
| Déficit budgétaire annuel au PIB                                    | Inflation               | Dette publique au PIB   |                         | Membre du MCE II        | Taux d'intérêt à long terme |
| ------------------------------------------------------------------- | ----------------------- | ----------------------- | ----------------------- | ----------------------- | --------------------------- |
| Valeur de référence                                                 | max 2,8 %               | max 3 %                 | max 60 %                | min 2 ans               | max 5,1 %                   |
| Hongrie                                                             | 8,4 % (2024)            | 5,4 % (2024)            | 74,3 % (2024)           | pas encore membre       | 6,8 % (2024)                |
| Notes : 1. 2. Légende : - Critère satisfait - Critère non satisfait |                         |                         |                         |                         |                             |

### Inflation
Alors que l'inflation de la Hongrie était en baisse constante depuis son entrée dans l'Union européenne le 1er janvier 2004, pour atteindre -0,2% en 2014. Elle a repris, depuis 2017, pour devenir l'une des plus élevées de l'Union européenne, du fait des dévaluations régulières du forint pour rendre le pays plus compétitif.
La pandémie de Covid-19 a fortement relancé d'inflation depuis fin 2020, pour atteindre 14,6% en 2022,. Le déficit budgétaire, creusé par l'argent distribué à la population avant les élections d'avril 2022, a contribué à la hausse des prix. En mai 2023, l'inflation atteint 21,9%, soit le taux le plus élevé de l'Union européenne.

### Déficit budgétaire
Lors de son entrée dans l'Union européenne en 2004, le déficit budgétaire de la Hongrie était de 6,60% du PIB. Après s'être creusé  les deux années suivantes, il s'est constamment amélioré pour atteindre 2,10% en 2019.
Les dépenses publiques massives lors de la pandémie de Covid-19 a immédiatement et fortement fortement creusé le déficit budgétaire à 7,5% du PIB en 2020. Depuis il s'est un peu résorbé mais reste élevé à 6,20 % en 2022.

### Dette publique
La dette publique de la Hongrie a constamment augmenté en valeur nominale depuis l'an 2000, hormis en 2011. Toutefois, la croissance soutenue de son PIB lui a permis de diminuer le poids de sa dette publique par rapport au PIB entre 2011 (90,30%) et 2019 (65,30%)
.
D'une part, les dépenses publiques massives lors de la pandémie de Covid-19 qui ont généré des déficits récurrents et, d'autre part, la faiblesse de la croissance du PIB, ont entraîné un creusement important de la dette publique qui a atteint 73,5% du PIB fin 2022.

### Taux d'intérêt
Le taux d'intérêt de la banque centrale hongroise a augmenté de 3 points, en passant de 8,5 % à 11,5 % en octobre 2008, en raison de la crise économique. Néanmoins, le taux d'intérêt a ensuite diminué à 5,25 points puis augmenté à 8 % pour redescendre à 5,08 % en mai 2013.

### Adhésion au MCE II
La Hongrie n'envisageant pas de rejoindre l'Euro dans les prochaines années, aucune discussion n'a été engagée en vue de son adhésion au MCE II. Ce point de vue semble partagé tant par la majorité de droite que par l'opposition de gauche.

## Position politique

### Sous les gouvernements socialistes de 2002 à 2010

#### Gouvernement Medgyessy
Le Premier ministre Peter Medgyessy a annoncé le 16 juillet 2003 que la Hongrie avait l'intention d'adopter la monnaie commune en 2008,.
La Hongrie est devenue membre de l'Union européenne le 1er mai 2004. Dans les années suivantes, l'objectif officiel est devenu une adhésion à l'euro le 1er janvier 2010, mais cette date a dû être abandonnée en raison d'un déficit budgétaire, d'une inflation et d'une dette publique trop élevés.

#### Gouvernements Gyurcsány I et II
Pendant des années, la Hongrie n'a pas pu satisfaire les critères de convergence. Après l'élection de 2006, le premier ministre Ferenc Gyurcsány mis en place des mesures d'austérité, ce qui causa des protestations populaires fin 2006 et un ralentissement de l'économie en 2007 et 2008. Cependant, en 2007, le déficit budgétaire fut ramené à 5 % (contre 9,2 %) du PIB et approcha du seuil de 3 % en 2008, imposé par le traité de Maastricht. En 2008, les spécialistes demandèrent une adhésion de la Hongrie au MCE II pour 2010 ou 2011, et une adhésion de l'euro vers 2013, ou plutôt vers 2014. Le 8 juillet 2008, le ministre des Finances János Veres présenta la première ébauche d'un plan d'adoption de l'euro.
Après la crise financière mondiale de 2008, une adoption rapide de l'euro semblait évidente. En octobre 2008, le directeur de la plus grande banque hongroise appela à rejoindre la zone euro via une adhésion particulière. Toutefois, le gouvernement Gyurcsány n'a pas su adopter les mesures nécessaires.

#### Gouvernement Bajnai
Les partis socialiste et libéral acceptèrent que Gordon Bajnai devienne Premier ministre et qu'il crée un gouvernement par intérim pendant 1 ans à partir du 14 avril. Bajnai mis en place de nouvelles mesures d'austérité en Hongrie. Ces mesures ont permis de garder le déficit budgétaire en dessous de 4 % en 2009 et le budget 2010 a été calculé à 3,8 % du PIB. L'inflation est passée à près de 3 % en raison de la crise, mais en raison de l'augmentation de la TVA, l'inflation réelle à la fin de l'année fut de 5 % en moyenne. En raison des prêts du FMI, la dette publique s'élevait à 80 % du PIB. Le taux d'intérêt de la banque centrale hongroise s'abaissa de 10,5 % à 6,25 % en 2009. Le gouvernement de Bajnai n'a pas pu faire entrer la Hongrie dans le MCE II, mais il a déclaré qu'il n'avait pas eu l'intention de le faire.

### Sous le gouvernement conservateur depuis 2010: gouvernement de Viktor Orbán
Le parti de centre-droite Fidesz-Union civique hongroise gagna les élections législatives hongroises de 2010. Peu de temps après la formation du gouvernement, celui-ci annonça qu'il avait l'intention de garder un déficit budgétaire aux alentours de 3,8 %. Sous pression de la crise financière et de l'UE, le gouvernement a accepté de le ramener à 3 % pour 2011. En 2010, le ministre des finances György Matolcsy annonça qu'une discussion sur l'adoption de l'euro aura lieu en 2012. Mihály Varga, un autre membre du parti, parlait, quant à lui, d'une possible adhésion à la zone euro en 2014 ou 2015.
Cependant, en février 2011, le Premier ministre Viktor Orbán déclara clairement qu'il n'espérait pas rejoindre la zone euro avant 2020. Plus tard, Matolcsy confirma cette déclaration. Orbán indique que le pays n'est pour l'instant pas prêt pour adopter l'euro et qu'aucune discussion ne sera possible tant que la dette publique ne sera pas ramenée au seuil de 50 % du PIB. (La dette publique était alors de 80 % du PIB et le gouvernement espérait atteindre cet objectif vers 2018.) Quand les pays de la zone euro ont signé le pacte Europlus le 25 mars 2011, la Hongrie décida de suivre le Royaume-Uni, la Suède et la République tchèque en ne rejoignant pas le pacte. Matolcsy indiqua qu'il était d'accord avec la grande partie du pacte, mais n'a pas voulu renoncer à l'indépendance du pays en ce qui concerne l'impôt sur les sociétés. Le gouvernement Orbán n’a pas pour objectif d’introduire la Hongrie dans la zone euro et l'entrée de ce pays dans celle-ci demeure incertaine.

## Pièces en euro hongroises
Les pièces en euro hongroises n'ont pas été encore dessinées. Lors d'une interview de Ferenc Gaál, le directeur de la Monnaie hongroise, publié en 2010 dans le magazine britannique Coin News, au sujet de la fabrication des pièces en euro que : « Initialement, nous étions supposés arrêter la fabrication des pièces de forint en 2008. Les nouvelles installations de la Monnaie ont été spécialement construites pour répondre aux exigences de la nouvelle monnaie, l'euro, qui sera introduit en Hongrie à l'avenir. Ces nouvelles installations fourniront une frappe et une fabrication des pièces en euro de qualité, grâce aux nouvelles technologies. Nous n'aurons besoin que de six mois pour produire assez de pièces d'euro pour remplacer le forint. Toutes les conditions sont réunies pour le changement de monnaie. Maintenant, nous n'attendons plus que le feu vert ! ». Depuis cette date, aucun projet de pièces en euro hongroise n'a été présenté.